# Ейконал
Ейконал — фізична величина, яка описує зміну фази хвилі в просторі й часі.
В певному сенсі це величина аналогічна еквіпотенціальним поверхням електричного поля — світло розповсюджується перпендикулярно до поверхні зі сталим ейконалом так само, як електричне поле направлене перпендикулярно до еквіпотенціальної поверхні.

## Математичне визначення
У випадку, коли світлові промені чи інші хвилі відбиваються й заломлюються різноманітними об'єктами, фронт хвилі може бути достатньо складним. Проте, якщо розміри перешкод набагато більші за довжину хвилі, в кожному окремому об'ємі простору можна наближено вважати хвилю плоскою й подати її у вигляді
{\displaystyle u=ae^{i\psi }\,},
де амплітуда a незначно змінюється в просторі. Величина
{\displaystyle \psi (\mathbf {r} ,t)\,} називається ейконалом.
Для плоскої монохроматичної хвилі ейконал
{\displaystyle \psi =\mathbf {k} \cdot \mathbf {r} -\omega t-\varphi }.
У загальному випадку ейконал задовільняє рівнянню ейконала, яке називають основним рівнянням геометричної оптики
{\displaystyle {\frac {\partial \psi }{\partial x_{i}}}{\frac {\partial \psi }{\partial x^{i}}}=0}
де {\displaystyle x^{i}} — 4-вектори.
У випадку монохроматичного світла, тобто світла із визначеною частотою ω, ейконал можна подати у вигляді
{\displaystyle \psi =-\omega t+\psi _{0}\,}.
В такому випадку основне рівняння оптики набирає вигляду:
{\displaystyle (\nabla \psi _{0})^{2}={\frac {\omega ^{2}}{c^{2}}}},
де c — швидкість світла у порожнечі.
При розповсюдженні світла в середовищі із залежним від координати показником заломлення
{\displaystyle n(\mathbf {r} )}, рівняння ейконалу має вигляд:
В такому випадку основне рівняння оптики набирає вигляду:
{\displaystyle (\nabla \psi _{0})^{2}=n(\mathbf {r} ){\frac {\omega ^{2}}{c^{2}}}}.
Ейконал часто нормують на величину {\displaystyle \omega ^{2}/c^{2}}, і тоді
{\displaystyle (\nabla \psi _{0})^{2}=n(\mathbf {r} )}.

Хвильова поверхня, яка задає фронт хвилі, визначається сталістю ейконала:
{\displaystyle \psi _{0}(x,y,z)={\text{const}}\,}.
Напрям розповсюдження світла визначається градієнтом ейконала.
Крім оптики поняття ейконала використовується також у квантовій механіці, хвильові рівняння якої мають багато спільного з хвильовими рівняннями оптики, особливо у випадку малої довжини хвилі в порівнянні із розмірами об'єктів. У цьому випадку хвильова оптика зводиться до геометричної, а квантова механіка переходить до класичної механіки.

## Загальна теорія відносності
В гравітаційному полі рівняння для визначення ейконала набирає вигляду
{\displaystyle g^{ij}{\frac {\partial \psi }{\partial x^{i}}}{\frac {\partial \psi }{\partial x^{j}}}=0},
де {\displaystyle g^{ij}} задає метрику простору-часу.